# Le Fléau selon Clive Barker
Pour les articles homonymes, voir The Plague.
Pour plus de détails, voir Fiche technique et Distribution.
Le Fléau selon Clive Barker (The Plague) est un film américain de science-fiction, sorti directement en vidéo, réalisé par Hal Masonberg en 2006. Il a été coproduit par Clive Barker.

## Synopsis
Un matin de 1983, Eric Russel se réveille et constate que son fils se trouve dans un état végétatif. N'arrivant pas à le réveiller pour aller à l’école, il l'emmène à l'hôpital où des dizaines de parents ont déjà apporté leur enfant dans ce même état. 
Un flash info informe que tous les enfants âgés de moins de neuf ans sont tombés dans le coma et cela dans le monde entier. Personne n’arrive à comprendre pourquoi. Chaque nouveau-né sombre immédiatement dans ce même coma. Les enfants des parents pauvres sont installés dans les gymnases des collèges et lycées aménagés en dortoirs. Les parents riches achètent des appareils d'alimentation pour garder leurs enfants à la maison. 
Dans le monde entier, les gouvernements nationaux mettent en place des mesures draconiennes concernant le contrôle des naissances. Sur la Terre entière, des manifestations publiques s'organisent contre ces mesures. 
Dix ans plus tard, Tom, le petit frère d'Eric, est libéré de prison. Tom était emprisonné pour avoir tué un homme lors d'une bagarre. Tom retourne dans sa ville natale pour s'installer chez son grand frère Eric. Il veut refaire sa vie, mais son ex-femme, Jean Raynor, s'y oppose. 
Une nuit, tous les enfants (devenus de jeunes adultes pour certains) se réveillent de façon subite et se révèlent très agressifs : ils tentent de tuer tous les adultes. Ceux-ci essayent de s'organiser pour fuir. 
Un groupe de survivants adultes, mené par Tom et son ex-femme, essaie de trouver un moyen d'empêcher les enfants de nuire avant qu'il ne soit trop tard. Pourchassé par des hordes d'enfants couverts de sang et armés de fusils d'assaut, le groupe se cache d'abord dans les salles de cours d'un collège et cherche à survivre en allant de pièce en pièce par les conduits d'aération.  Ensuite, le groupe se refugie dans une église. 
Croyant aux écrits de feu le prêtre, Tom se sacrifie pour sauver l'humanité en signant l'acte de paix entre les adultes et les enfants.

## Fiche technique
- Titre original : The Plague
- Titre français : Le Fléau selon Clive Barker
- Réalisation  : Hal Masonberg
- Photographie : Bill Butler
- Genre : Horreur, science-fiction
- Durée : 93 minutes
- Sortie : 2006

## Distribution
- James Van Der Beek (V. F. : Thierry Wermuth) : Tom Russel
- Ivana Milicevic (V. F. : Martine Irzenski) : Jean Raynor
- Chad Panting (V. F. : Charles Germain) : Eric Russel
- Brad Hunt (V. F. : Jean-François Vlérick) : Sam Raynor
- Joshua Close : Kip
- John P. Connolly : Sheriff Cal Stewart
- Dee Wallace : Nora Stewart
- Brittany Scobie : Claire
- Bradley Sawatzky : Nathan Burgandy
- Jon Ted Wynne : Dr. Jenkins
- Arne MacPherson : David Russel
- Gene Pyrz : Jim
- Genevieve Pelletier : Infirmière Daniels
- Jan Skene : Infirmière Hansen
- Graham Mayes : Jimbo
- Hilary Carroll : Alexis